# Dario Bonetti
Dario Bonetti (n. San Zeno Naviglio, 5 august 1961) este un antrenor italian de fotbal, care în cariera de jucător a evoluat pe postul de fundaș, având două selecții în echipa națională a Italiei.

## Carieră

### Jucător
Și-a început cariera la Brescia Calcio, în Serie B, apoi în 1980 a trecut la AS Roma, unde a și debutat în prima ligă din Italia, pe 30 noiembrie 1980. A devenit titular în echipa pregătită de suedezul Nils Liedholm. După un an petrecut la Sampdoria Genova, revine la Roma în 1983, unde rămâne până în 1986. În această perioadă își face și debutul la echipa națională, după ce evoluase mai multe meciuri pentru reprezentativa de tineret.
În 1986 se transferă la AC Milan, unde nu rezistă decât un sezon. După doi ani petrecuți la Verona, revine în prim-planul fotbalului italian și semnează pentru Juventus Torino în 1989. În 1991 se reîntoarce la Sampdoria, pentru a-și încheia apoi cariera la SPAL.
A evoluat de 287 de ori în Serie A, unde deține și un record negativ: 39 de etape de suspendare. Are 56 de prezențe în cupele europene și 85 în Cupa Italiei și a câștigat Cupa UEFA alături de Juventus în 1990.

### Stil de joc
Fundaș puternic și tenace, Bonetti era cunoscut pentru rezistență, determinare și pentru marcajul om la om. Agresivitatea sa, care i-a adus multe cartonașe roșii, compensa lipsa de tehnică; în ultimii ani ai carierei a avut probleme cu adaptarea la noul sistem de marcaj zonal, implementat de antrenorul Luigi Maifredi de la venirea sa la Juventus în 1990.
Bonetti a fost suspendat pentru 39 de meciuri în toată cariera sa din Serie A, record absolut până în prezent.

### Antrenor
În 1999 semnează primul contract de antrenor, cu echipa italiană Sestrese, care evolua în Serie D. În aceeași perioadă obține Licența de Antrenor Profesionist - Prima Categorie, în urma examenelor trecute la Centrul Tehnic Coverciano al Federației Italiene de Fotbal.
În 2000 ajunge în Scoția, unde antrenează timp de doi ani pe FC Dundee, alături de fratele său mai mic, Ivano Bonetti. Printre jucătorii aduși a fost și atacantul argentinian Claudio Caniggia.
În ianuarie 2005 revine în Italia, la Potenza, din Serie C2 unde rămâne până la finalul sezonului. Din vară se mută în Ungaria, unde pregătește pe Sopron, echipă la care îi are printre elevi pe conaționalii Giuseppe Signori și Luigi Sartor. La finalul sezonului 2005-2006 este demis, dar a fost readus câteva luni mai târziu.
Urmează pentru un sezon să pregătească echipa Gallipoli din al treilea eșalon italian, apoi pe Juve Stabia din aceeași ligă.
În 23 iunie 2009 a semnat un contract pentru două sezoane cu Dinamo București. La începutul lunii octombrie a fost demis de la Dinamo. Șefii "câinilor" nu au acceptat faptul că antrenorul italian i-a acuzat dur pe acționari, criticându-i public pentru că se implicau la echipă  
În iulie 2021, a revenit la Dinamo București. Deși a avut la dispoziție doar jucători crescuți de Dinamo, noul său mandat a început cu o victorie, 3-2 cu FC Voluntari. A urmat un alt succes, 3-1 cu Academica Clinceni, în etapa a treia. Însă ulterior Dinamo a suferit șase înfrângeri consecutive, fără să marcheze vreun gol, iar al șaselea meci din serie a fost derbiul cu FCSB, pierdut cu 6-0. Astfel, la 14 septembrie, Bonetti a fost demis din funcția de antrenor la Dinamo.

## Palmares
Ca jucător
Roma
- Coppa Italia: 1980–81, 1983–84, 1985–1986
- Serie A: Locul 2: 1980–81, 1983–1984, 1985–1986
- Cupa Campionilor Europeni: Finalist 1983–1984

Sampdoria
- Cupa Campionilor Europeni: Finalist 1991–1992

Juventus
- Cupa UEFA: 1989–1990
- Coppa Italia: 1989–1990

Ca antrenor
Dinamo
- Cupa României: 2011–2012
- Supercupa României: 2012–2013

## Legături externe
- Darrio Bonetti, profil ca jucător și ca antrenor la transfermarkt